# 중국공산당 중앙기율검사위원회

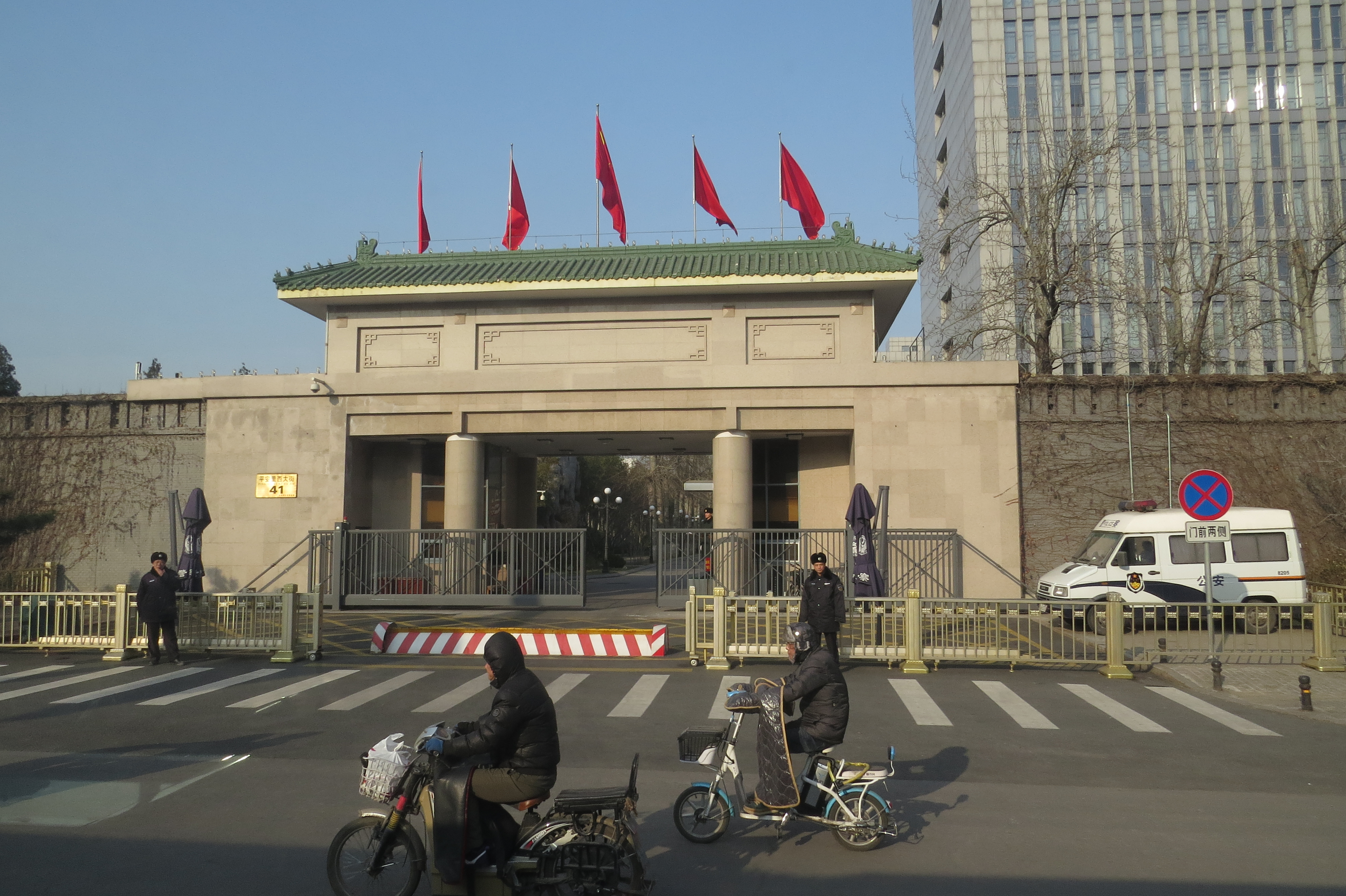

중국공산당 중앙기율검사위원회(중국어 간체자: 中国共产党中央纪律检查委员会, 정체자: 中國共產黨中央紀律檢查委員會, 병음: Zhōngguó Gòngchăndăng Zhōngyāng Jìlǜ Jiănchá Wĕiyuánhuì, 약칭 중기위(中紀委)는 중화인민공화국의 중국공산당내 관리들의 부정 부패와 위법 행위를 조사 감찰하는 준-정부 기관이다. 제17기 중앙기율검사위원회 서기는 허궈창(賀國强)이고, 제18기 중앙기율검사위원회 서기는 왕치산(王岐山)이었으며, 제19기 중앙기율검사위원회 서기는 현재 자오러지(趙樂際)가 맡고 있다.
2006년 1월 4일 지방 관리의 부패를 신고하는 웹사이트를 열었다.

## 역대 위원장
- 천윈 (1978년 - 1987년)
- 차오스 (1987년 - 1992년)
- 웨이젠싱 (1992년 - 2002년)
- 우관정 (2002년 - 2007년)
- 허궈창 (2007년 - 2012년)
- 왕치산 (2012년 - 2017년)
- 자오러지 (2017년 - 2022년)
- 리시 (2022년 - 현재)

## 제19기 중앙기율검사위원회 위원
제19기 중앙기율검사위원회 위원은 2017년 10월 25일 제19기 중앙기율검사위원회 제1회 전체회의에서 선출하였다.
- 서기: 자오러지
- 부서기: 양샤오두, 장셩민, 류진궈, 양샤오차오, 리수레이, 쉬링이, 샤오페이, 천샤오장
- 상무위원회 위원: 왕훙진, 바이사우캉, 류진궈, 리수레이, 양샤오차오, 천샤우두, 샤우페, 저우쟈이, 장셩민, 장춘셩, 천샤오장, 천차오잉, 자오러지, 허우카이, 장신즈, 뤄위안, 쉬링이, 링지, 추에펑

## 제18기 중앙기율검사위원회 위원
제18기 중앙기율검사위원회 위원은 2012년 11월 14일 제18기 중앙기율검사위원회 제1회 전체회의에서 선출하였다.
- 서기: 왕치산(王岐山)
- 부서기: 자오훙주(趙洪祝), 황수셴(黃樹賢), 리위빈(李玉斌), 두진차이(杜金才), 우위량(吳玉良), 장쥔(張軍), 천원칭(陳文淸), 왕웨이, 양샤오두(楊曉渡), 류진궈(劉金國), 리수레이(李書磊)
- 상무위원회 위원: 왕웨이(王偉), 왕치산(王岐山), 류진궈(劉金國, 보충), 류빈(劉濱), 장비신(江必新), 두진차이(杜金才), 리위푸(李玉賦), 리수레이(李書磊, 보충), 양샤오두(楊曉渡, 보충), 우위량(吳玉良), 치우쉐챵(邱學强), 장쥔(張軍), 장지난(張紀南), 천원칭(陳文淸), 저우푸치(周福啓), 자오주(趙洪祝), 허우카이(侯凱), 위구이린(俞貴麟), 야오쩡커(姚增科), 황수셴(黃樹賢), 황샤오웨이(黃曉薇)(女), 추이샤오펑(崔少鵬)

## 제17기 중앙기율검사위원회 위원
제17기 중앙기율검사위원회 위원은 2007년 10월 22일 제17기 중앙기율검사위원회 제1회 전체회의에서 선출하였다.
- 서기: 허궈창(賀國强)
- 부서기: 허융(何勇), 장후이신, 마원(馬馼), 순충퉁, 간이성(干以勝), 장이(張毅), 황수셴(黃樹賢), 리위푸(李玉賦)
- 상무위원회 위원: 간이성(干以勝), 마원(馬馼), 왕웨이(王偉), 링후안, 순충퉁, 두쉐팡(杜學芳), 리위푸(李玉賦), 우위량(吳玉良, 2004년 1월 보궐 선거), 우위핑(吳毓萍), 치우쉐챵(邱學强), 허융(何勇), 장쥔(張軍), 장이(張毅), 장지난(張紀南), 장후이신, 취완샹(屈萬祥), 허궈창(賀國强), 황수셴(黃樹賢), 차이지화(蔡繼華)

## 제16기 중앙기율검사위원회 위원
제16기 중앙기율검사위원회 위원은 2002년 11월 15일 제16기 중앙기율검사위원회 제1회 전체회의에서 선출하였다. 위원은 120명이다.
- 서기: 우관정(吳官正)
- 부서기: 허융(何勇), 샤잔중(夏贊忠), 리즈룬(李至倫), 장수톈(張樹田), 류시롱(劉錫榮), 장후이신, 류펑옌(劉峰岩)
- 상무위원회 위원: 간이성(干以勝), 마원(馬馼), 마즈펑(馬志鵬), 왕전촨(王振川), 류펑옌(劉峰岩), 류자이(劉家義), 류시롱(劉錫榮), 리즈룬(李至倫), 우위량(吳玉良, 2004년 1월 보궐 선거), 우관정(吳官正), 우위핑(吳毓萍), 허융(何勇), 선더용(沈德咏), 장수톈(張樹田), 장후이신, 자오훙주(趙洪祝), 샤잔중(夏贊忠), 황수셴(黃樹賢), 졔허우취엔(解厚銓)

## 같이 보기
- 중화인민공화국 감찰부